# Levédia
- Proto-finno-ougriens
- Proto-ougriens
- Magna Hungaria
- Levédia

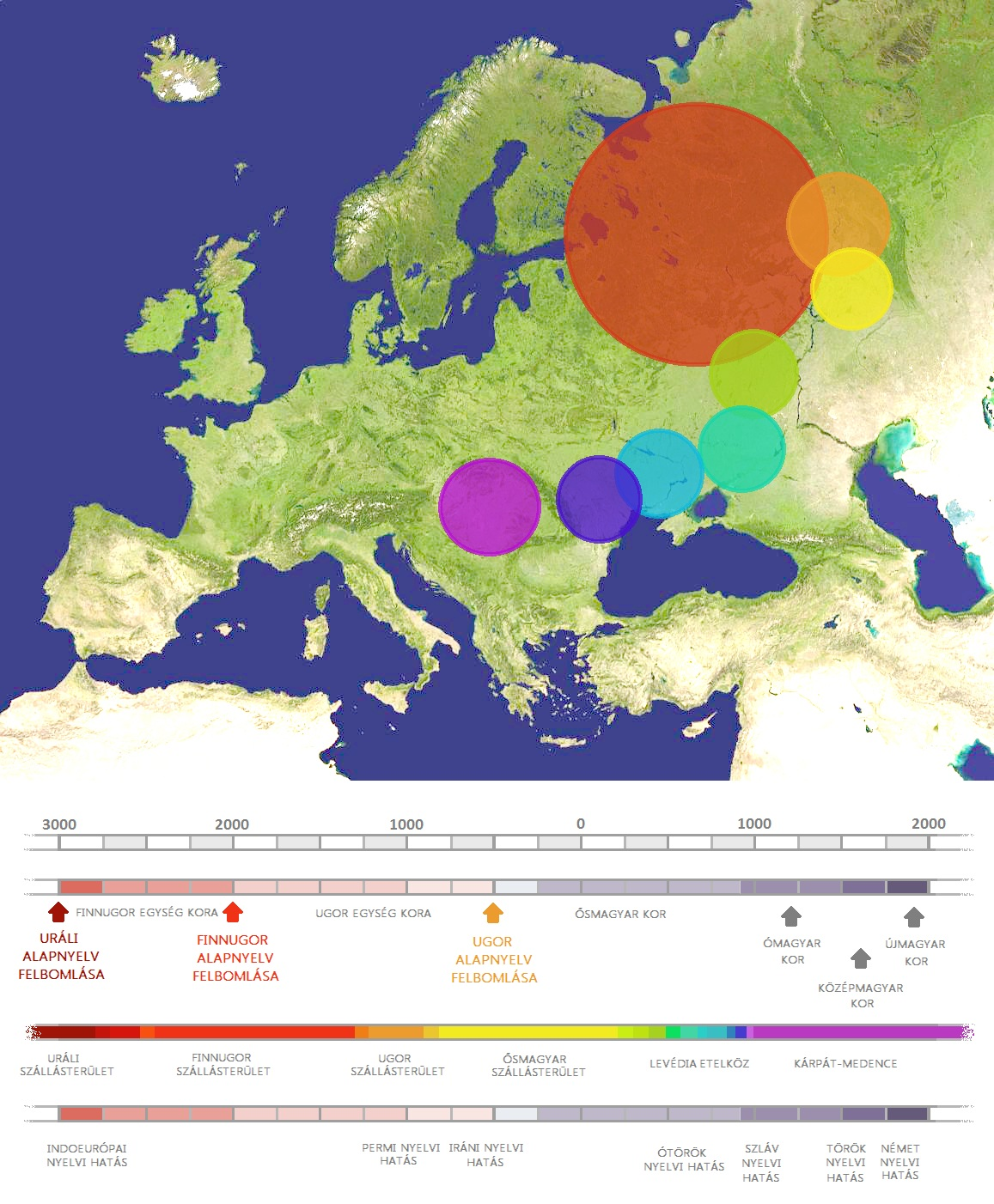
La migration des Hongrois :
Proto-finno-ougriens
Proto-ougriens
Magna Hungaria
Etelköz
Bassin des Carpates

Le nom Levédia (/ˈlɛveːdiɒ/) désigne un territoire de la steppe pontique sur les rives nord de la mer Noire entre les fleuves Don et Donets, habité par les tribus magyares entre le milieu du VIIIe siècle et le milieu du IXe siècle, après leur départ de l'Ancienne Grande Hongrie vers l'ouest et leur intégration politique dans des principautés khazares. Le nom de Levédia, qui existe toujours comme nom de localité en Crimée, peut provenir du patronyme khazar Levedi, peut-être endossé par le chef des tribus magyares, ou encore être une dénomination grecque : λειβάδια, le « creux », le « bassin »,.

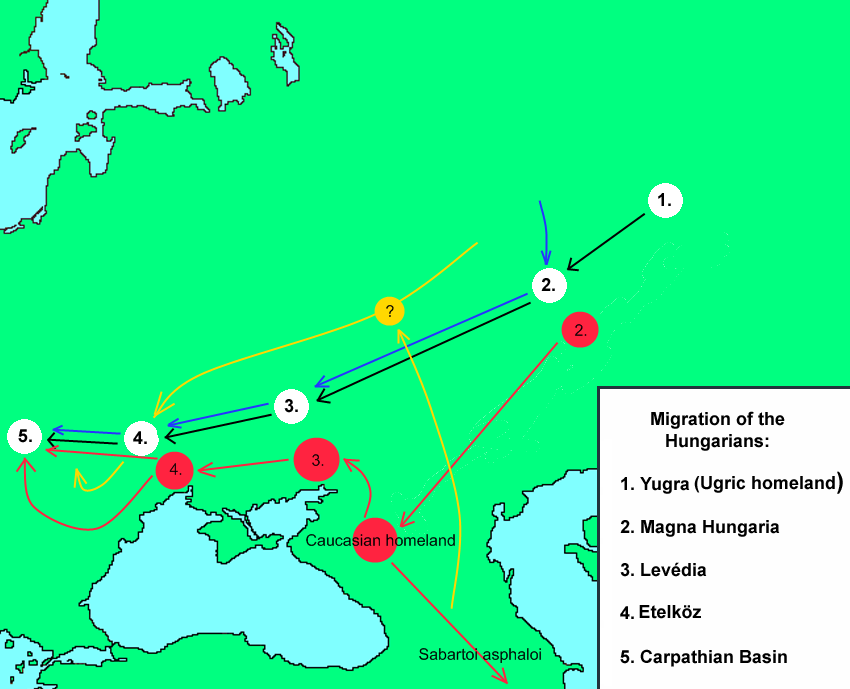
Autre figuration
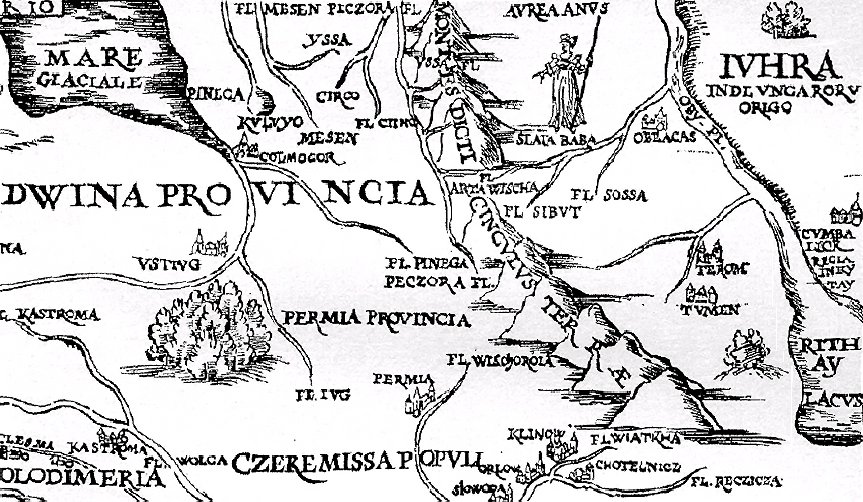
Yugra (en) (en haut à droite), actuel territoire autonome des Khantys-Mansis